# Testudo (sköldpaddor)
Testudo är det vetenskapliga namnet på ett släkte inom familjen landsköldpaddor.
I släktet ingår bland annat:
- Svart landsköldpadda (T. marginata)
- Morisk landsköldpadda (T. graeca )
- Grekisk landsköldpadda (T. hermanni)
- Rysk stäppsköldpadda (T. horsfieldii)
- Egyptisk landsköldpadda (T. kleinmanni)